# Superman (It's Not Easy)
Superman (It's Not Easy) é uma canção do álbum  America Town de Five for Fighting (nome artístico usado pelo cantor e compositor americano John Ondrasik) lançada em 2000.
A canção é tema do seriado Smallville e ficou popular em 2001 após os  Ataques de 11 de setembro em Nova Iorque.

## Paradas
| Paradas (2001)                               | Posição |
| -------------------------------------------- | ------- |
| U.S. Billboard Hot 100                       | 14      |
| U.S. Billboard Hot Adult Top 40 Tracks       | 26      |
| U.S. Billboard Hot Adult Contemporary Tracks | 2       |
| U.S. Billboard Adult Top 40                  | 3       |
| U.S. Billboard Top 40 Mainstream             | 15      |
| U.S. Billboard Top 40 Tracks                 | 9       |
| UK Singles Chart                             | 48      |
| Irish Singles Chart                          | 5       |
| Australian ARIA Singles Chart                | 2       |
| New Zealand RIANZ Singles Chart              | 2       |
| Italian Singles Chart                        | 11      |
| Norwegian Singles Chart                      | 12      |
| Dutch Singles Chart                          | 43      |